# 352017 Juvarra
352017 Juvarra este o planetă minoră (asteroid) din centura de asteroizi. A fost descoperită pe 12 noiembrie 2006 la  de Vincenzo Silvano Casulli⁠(d) și a fost numită după Filippo Juvarra⁠(d). 
Obiectul prezintă o orbită caracterizată de o semiaxă mare de 3,0995184727907 UAi, o excentricitate de 0,083792900178694, o înclinație de 8,3009028879095 ° în raport cu ecliptica.